# Possessiv
Possessiv är ett kasus som uttrycker ägarförhållanden, liknande men inte analogt med svenskans genitiv.
Som ägandekasus för possessivet tankarna till genitivet, antingen det är det svenska med -s, eller det latinska eller tyska. Till skillnad från dessa genitiv fyller dock possessivet vissa funktioner som i svenskan och närliggande språk hellre uttrycks med hjälp av possessiva pronomina.
Possessivet återfinns till exempel i turkiskan för att uttrycka ägandeförhållanden mellan en person och ett föremål. Därför har det turkiska possessivet försetts med ändelser för olika grammatiska personer, och ersätter på så vis de possessiva pronomina i västerländska språk.
Ett exempel på turkiskt possessiv, utgående från substantivet araba ('bil'):
| Turkiska  | Svenska         |
| --------- | --------------- |
| arabam    | min bil         |
| araban    | din bil         |
| arabası   | hans/hennes bil |
| arabamız  | vår bil         |
| arabanız  | er bil          |
| arabaları | deras bil       |